# Aittosaari (ö i Norra Savolax, Nordöstra Savolax, lat 63,04, long 28,69)
Aittosaari är en ö i Finland. Den ligger i sjön Kärenjärvi och i kommunen Kaavi i den ekonomiska regionen  Nordöstra Savolax ekonomiska region  och landskapet Norra Savolax, i den centrala delen av landet, 400 km nordost om huvudstaden Helsingfors. Öns area är 1,8 hektar och dess största längd är 330 meter i sydöst-nordvästlig riktning.